# Массиель
Массиель (исп. Massiel, наст. имя Мария де лос Анхелес Фелиса Сантамария Эспиноса (исп. María de los Ángeles Felisa Santamaría Espinosa); род. 2 августа 1947, Мадрид) — испанская певица, победитель конкурса песни Евровидение 1968 года.

## Биография
Родилась в семье импресарио. Первые записи Массиель были выпущены в 1966 году. В 1968 году певице было предложено заменить Хуана Мануэля Серрата, победившего на национальном отборе, в качестве представителя Испании на конкурсе песни Евровидение по причине того, что Серрат собирался исполнять свой номер на каталонском языке. С песней «La, la, la» Массиель победила на конкурсе, опередив на один балл Клиффа Ричарда. При этом, исполненная ею песня заслужила наибольшую критику за её качественный уровень по сравнению со всеми композициями, когда-либо побеждавшими на Евровидении.
После победы была встречена на родине как национальная героиня и награждена испанским правительством Бантом Изабеллы Католической, но певица отказалась от награды, за что в течение года её не допускали на испанское телевидении.
На протяжении 1960—1980-х была очень популярна не только в Испании, но и в странах Латинской Америки. За свою продолжительную карьеру выпустила более 50 альбомов. Исполнила ряд ролей в драматическом театре. Трижды состояла в браке.

## Скандал вокруг победы на Евровидении
В вышедшем в 2008 году документальном фильме «1968: „Я в мае того года“» испанский журналист Хосе Мария Иньиго выдвинул версию о нечестном характере победы Массиель на Евровидении, якобы организованной испанскими представителями для поднятия авторитета режима Франко, однако представители Европейского вещательного союза заявили о том, что итоги конкурса пересмотрены не будут.

## Дискография
- 1966 Di que no
- 1968 Cantando a la vida
- 1970 Massiel en México
- 1972 Baladas de Bertolt Brecht
- 1972 Lo mejor de Massiel
- 1975 Viva
- 1976 Carabina 30-30
- 1977 Alineación
- 1981 Tiempos difíciles
- 1982 Rosas en el mar
- 1983 Corazón de hierro
- 1984 Sola en libertad
- 1985 Massiel en Des…Concierto
- 1986 Desde dentro
- 1990 Deslices
- 1997 Desátame
- 1997 Autoretrato: Lo mejor de Massiel
- 1998 Grandes Éxitos
- 1999 Todas sus grabaciones en Polydor (1976—1977)
- 2003 Sus primeros años (1966—1975) 2 CD’s
- 2007 Massiel canta a Bertolt Brecht (CD + Book)
- 2008 Sus álbumes